# 1181
Évszázadok: 11. század – 12. század – 13. század
Évtizedek: 1130-as évek – 1140-es évek – 1150-es évek – 1160-as évek – 1170-es évek – 1180-as évek – 1190-es évek – 1200-as évek – 1210-es évek – 1220-as évek – 1230-as évek
Évek: 1176 – 1177 – 1178 – 1179 –  1180 – 1181 – 1182 – 1183 – 1184 – 1185 – 1186

## Események
- A velenceiek sikertelenül ostromolják Zárát.
- VII. Dzsajavarman khmer király trónra lépése.
- szeptember 1. – III. Lucius pápa megválasztása.[1]
- Kínai és japán csillagászok szupernóvát észlelnek a Kassziopeia csillagképben. A jelenség 185 napig tart. A kitörés rádiójelei a mai napig is foghatók.

## Születések
- január 12. – Assisi Szent Ferenc, a ferences rend megalapítója
- Portugáliai Szent Teréz

## Halálozások
- augusztus 30. – III. Sándor pápa[2]
- Takakura japán császár